# Wizarding World (網站)
Wizarding World是《哈利波特》和系列的官方網站，由J·K·羅琳及編輯團隊撰寫內容。網站內容包括未曝光的小說情節、詳細的世界觀設定、新聞、商店等，並且有手機應用程式版本可供下載。

## 歷史
Wizarding World的前身為Pottermore。
2011年7月31日，Pottermore推出測試版，後決定於同年的10月正式上線，但因為網站流量過大，延後至2012年4月14日上線。Pottermore提供互動式平台，書迷可以在身歷其境的網站上探索，閱讀J·K·羅琳親自撰寫的魔法世界介紹。2012年3月27日，電子書及有聲書銷售商店Pottermore Publishing開始營運。
2015年9月，Potermore重新設計，降低互動及社群元素，轉型為新聞及電子商務平台。根據Pottermore Limited利潤報告，「電子書的強勁銷售業績和數位有聲讀物」使得Pottermore的銷售額從2015年開始整體增長。
2019年10月，Pottermore關閉，合併至Wizarding World，由J·K·羅琳及華納兄弟的合資公司巫師世界數位（Wizarding World Digital）持有，J·K·羅琳的經紀人尼爾‧布萊爾（Neil Blair）出任董事長。
德福蒙特大學的研究助理凱西．布魯米特（Cassie Brummitt）博士認為，Pottermore的歷史在一定程度上反應了《哈利波特》系列的歷史及其所身處的工業環境。

## 內容
Wizarding World的網站分為以下單元：
- 新聞與專題（News & Features）：魔法世界相關新聞及編輯團隊撰寫的介紹專題。
- 測驗與謎題（Quizzes & Puzzles）：基礎書迷知識測驗或謎題，如魔杖、護法測驗。
- J·K·羅琳檔案（J.K. Rowling Archive）：J·K·羅琳親自撰寫的《哈利波特》世界觀設定，如〈魔法學校〉，亦包含《北美魔法史》等外傳性文章。
- 探索（Discover）：《哈利波特》系列小說及各媒體衍生作品介紹。
- 霍格華茲分類儀式（Hogwarts Sorting）：仿照《哈利波特》小說中霍格華茲的新生分類儀式製作，將測驗者分至葛來分多、史萊哲林、雷文克勞、赫夫帕夫學院。[10]
- 兒童版（For Kids）：連至網站的兒童版本。
- 霍格華茲的傳承（Hogwarts Legacy）：《霍格華茲的傳承》遊戲介紹，如新聞、預告片、遊戲技巧。
- 肖像製造器（Portrait Maker）：可製作個人風格肖像，並連結至《霍格華茲的傳承》遊戲。
- 商店（Shop）：魔法世界跨媒體製作的周邊商品，包括電子書及有聲書。

註冊哈利波特粉絲俱樂部帳號（Harry Potter Fan Club Account）可儲存學院、魔杖、護法測驗結果及自製肖像。Pottermore時期的的測驗結果會繼承於Wizard World帳號。

## 外傳
2016年，《怪獸與牠們的產地》電影上映前，J·K羅琳於Pottermore推出了《北美魔法史》作為背景故事。《北美魔法史》依序由以下四篇文章組成：
- 〈十四世紀至十七世紀魔法世界〉（Fourteenth Century – Seventeenth Century）
- 〈十七世紀與其後〉（Seventeenth Century and Beyond）
- 〈皮行者的法則〉（Rappaport's Law）
- 〈1920年代的美國巫師世界〉（1920s Wizarding America）[14]

## 外部連結
- Wizarding World （页面存档备份，存于）
- Wizarding World的X（前Twitter）（页面存档备份，存于）
- Wizarding World的Facebook專頁（页面存档备份，存于）
- Wizarding World的Instagram帳戶（页面存档备份，存于）
- YouTube上的Wizarding World頻道（页面存档备份，存于）